# Ozhaguscodaywayquay
Ozhaguscodaywayquay (Ozhaawashkodewekwe : "Femme de la clairière verte"), également appelée Neengay (Ninge : "Ma mère") ou Susan Johnston, était un personnage important du commerce tardif des fourrures dans la région des Grands Lacs.  Elle est née au XVIIIe siècle dans une famille ojibwé près de La Pointe dans le Wisconsin. Son père était le célèbre chef de guerre Waubojeeg. Elle a épousé John Johnston, un commerçant de fourrures irlando-écossais et s'est installée près Sault Ste. Marie où le couple a été influencé les échanges commerciaux et les relations entre les Blancs Ojibwe et dans la région.
Sa fille Jane Johnston Schoolcraft a épousé l'ethnographe Henry Rowe Schoolcraft. 
Ozhaguscodaywayquay est le personnage principal du livre Woman of the Green Glade :  The Story of an Ojibway Woman on the Great Lakes Frontier '  de Virginia Soetebier ((fr) Femme de la clairière verte : l'histoire d'une femme ojibwé sur la frontière des Grands Lacs).

## Source
- (en) Cet article est partiellement ou en totalité issu de l’article de Wikipédia en anglais intitulé « Ozhaguscodaywayquay » (voir la liste des auteurs).